# Avondster
La East Indiaman Avondster era una nave mercantile olandese, già britannica, andata persa per naufragio il 2 luglio 1659 nella nel porto di Galle, a Ceylon.

## Storia
La data esatta della costruzione nave è sconosciuta.  Fu registrata per la prima volta come John & Thomas, e acquistata dal Compagnia inglese delle Indie orientali il 6 aprile 1641 al prezzo di 2.800 sterline. La nave fu quindi ribattezzata Blessing e inviata a Giava. Nei registri inglesi la nave è elencata avente un dislocamento di 250 o 260 tonnellate, e un equipaggio composto da 65 persone, destinata a lunghi viaggi. Per la Compagnia inglese delle Indie orientali la  Blessing effettuò due viaggi di andata e ritorno per le Indie orientali, il primo a Bantam nel 1642-1643 e il secondo a Surat e a Bantam nel 1644-1645, venendo quindi assegnata al commercio regionale asiatico. Tra il 1645 e il 1646 la Compagnia inglese delle Indie orientali decise di sottoporre la nave a grandi lavori di manutenzione al fine di estenderne la vita operativa di ulteriori sette o otto anni. Nel 1650 effettuò un altro viaggio in Inghilterra. Nel 1652 scoppiò la prima guerra anglo-olandese e sebbene questo conflitto fosse apparentemente scoppiato per questioni commerciali locali in Europa, fornì alla Compagnia olandese delle Indie orientali una scusa per attaccare il suo principale concorrente. La VOC catturò subito cinque navi inglesi, la Duyf vicino a Batavia e le navi Roebuck, Leonoret, Supply e Blessing  nelle acque attorno alla Persia, dove gli olandesi erano in agguato dal febbraio 1653 per intercettare le ignare navi inglesi in arrivo dall'India. Dopo un mese arrivarono la Supply da Surat e la Blessing da Coromandel. Gli inglesi da Gombroon stavano cercando queste navi per avvertirli, ma non riuscirono a individuarle e ne scaturì una battaglia. Dopo la sua cattura, la Blessing fu inviata a Giava dove fu rinominata Avondster.
L'Avondster fu poi inviato nei Paesi Bassi nel 1654 dove rimase per alcuni mesi, venendo sottoposto a lavori di rinforzo della scafo, con l'aggiunta di strati di nuovo fasciame, rinforzi di legno per i ponti e una cambusa in mattoni olandesi che poi furono trovati sul sito del relitto.
Nel 1655 l'Avondster tornò a Batavia, e l'anno successivo compì un viaggio in Giappone trasportando oggetti di lusso destinati in regalo ai sovrani giapponesi. Tra questi vi erano due grandi globi e un esperto per spiegare i dati geografici allo Shogun. L'ufficiale in comando della stazione VOC del Giappone rientrò a Batavia a bordo dell'Avondster. Nel 1657 la nave partì per ritornare nei Paesi Bassi ma rientrò poi a Batavia a causa di gravi infiltrazioni d'acqua. Il carico presente a bordo venne trasferito su un'altra nave e l'Avondster non salpò mai più per l'Europa.  Ben presto la nave venne assegnata a compiti di scorta a Craowan (baia di Batavia) e poi posta al comando delle navi assegnate al blocco navale di Bantam.
L'Avondster continuò il servizio attivo nelle acque asiatiche, venendo inviato nel sud dell'India, dove il commissario Rijckloff van Goens stava conducendo una campagna militare contro i portoghesi. Van Goens decise che gli olandesi erano troppo deboli per attaccare immediatamente i portoghesi, e una sconfitta avrebbe lasciato l'isola di Ceylon, che era stata solo in parte catturata, senza protezione navale e voleva prima radunare una flotta più grande. Lasciò quindi diverse navi vicino a Goa al comando di Adrian Roothaes. I cannoni dell'Avondster e di altre tre navi furono trasferiti per rafforzare la potenza di fuoco della flotta assegnata al blocco di Goa, che comprendeva nove navi con 352 cannoni pesanti e 1.100 soldati.  La nave venne quindi inviata a Ceylon per informare le autorità della VOC lì presenti sui piani per attaccare la costa settentrionale, ma non sono riuscì a raggiungere la sua destinazione a causa del tempo sfavorevole e attese al largo di Capo Comorin l'arrivo di van Goens e ulteriori istruzioni. Alla fine una piccola flotta, al comando di van Goens, giunse a Colombo all'inizio del 1658.
La nave fu assegnata al trasporto di soldati da Colombo e Negombo a Tuticorin sulla Costa di Coromandel. Entro l'estate van Goens aveva catturato tutti i più importanti insediamenti sulla costa nord-occidentale di Ceylon, ed il suo problema più grande era il gran numero di prigionieri portoghesi. Diverse centinaia di essi furono trasportati sull'Avondster da Jaffnapatnam e da Tegenapatnam nell'India meridionale, nel Bengala, insieme al denaro e al prezioso carico del Pulicat. In seguito ritornò a Ceylon con un carico che comprendeva stoffa, riso, olio e burro, oppio e polvere da sparo. In quel momento a Ceylon vi era una carenza di cibo causata dell'interruzione delle coltivazioni agricole e del numero di truppe straniere presenti sul territorio. All'inizio del 1659 la nave fu inviato a Balasore, sulla costa del Malabar, per caricare un altro carico di riso, trasportando quattro elefanti come regalo per i governanti locali. La raccolta del riso si svolse lentamente e l'Avondster rientrò a Colombo solo nell'ultima settimana di aprile.
In seguito l'Avondster fu assegnata a una flotta, composta da nove navi, che trasportarono noci di areca dallo Sri Lanka la costa di Coromandel. Le noci di areca erano ritenute da van Goens il secondo più importante prodotto commerciale di Ceylon, dopo la cannella e prima degli elefanti. Van Goens aveva decretato che le noci di areca dovessero essere trasportate solo sulle navi olandesi applicando di fatto un monopolio e bloccando i porti di Raja Sinha e di Kandy. Le truppe erano state inviate a Kalpitya e le navi furono mandate a bloccare Trincomalee. Le ultime noci del raccolto arrivavano lentamente e all'Avondster venne ordinato di aspettare questo carico, affondando successivamente nel porto di Galle. Al momento della sua perdita, la nave venne descritta dai funzionari della VOC come un "vecchio jacht".
Nel febbraio 1993 un team internazionale di archeologi e storici marittimi ha individuato un grande relitto nella baia di Galle, nello Sri Lanka, a una profondità tra i due e i quattro metri. Questo sito archeologico si trovava vicino alla riva in acque poco profonde, ed in uno stato di conservazione sorprendentemente buono. Lo schema dei legni della nave, un'ancora a prua e alcuni cannoni sparsi su un'area di circa 40x10 m consentì di identificare i resti del sito come appartenenti a una grande nave, probabilmente europea. Sebbene la maggior parte del relitto fosse ricoperta dalla sabbia, nella zona centrale si trovava una costruzione di mattoni che sporgeva dal fondale. Come parte del progetto marittimo di indagine archeologica del Galle Harbour, a tutti i siti fu assegnato un codice identificativo univoco, e questo fu denominato Sito L.
La scoperta di questo relitto nell'ultima settimana della stagione di lavoro sul campo del 1993 è stata un momento migliore di una indagine iniziata un anno prima. In due stagioni vennero localizzati 11 siti di importanza archeologica, che comprendevano quello della SS Rangoon e tracce della East Indiaman olandese Hercules (1661). Quest'ultima nave fu identificata utilizzando gli ampi archivi ancora disponibili sia nei Paesi Bassi che nello Sri Lanka. Essi consentirono anche di identificare il relitto del Sito L. Le prime osservazioni, in particolare sulla costruzione della nave, indicavano fortemente che il relitto fosse stato costruito in Europa. La presenza della costruzione in mattoni a vista, fatta di piccoli tratti distintivi IJsselsteentjes,  indicava inoltre che la nave era probabilmente olandese. Questa forte indicazione fornì il punto di partenza per l'identificazione, e sia un elenco delle navi VOC che i registri mostravano quelle che erano state distrutte nella o vicino alla baia di Galle. L'elenco consisteva in tre relitti del XVII secolo e due navi del XVIII secolo. Per quest'ultimo si trattava della navi Barbesteijn e Geinswens, che erano però più grandi (queste navi erano dette "Retourschepen") del relitto del Sito L. Se questo era una nave della VOC era molto probabile che si trattasse yacht impiegato nella navigazione nelle acque dell'Asia nel XVII secolo.  Nel 1992 un relitto sulle rocce vicino a Closenburg è stato identificato come quello dello Hercules, mentre dai resoconti del naufragio del Dolfijn (1663) si sapeva che questa nave naufragata fuori dalla baia di Galle, durante il viaggio da Surat. Rimaneva quindi l'Avondster, il cui naufragio era descritto in una lettera mandata dal Comandante della città di Galle, Adriaan van der Meijden, al governatore Joan Maetsuycker a Colombo. Secondo la lettera di Van der Meijden lo Avodster affondò nella notte del 2 luglio 1659 a causa della imperizia dell'equipaggio. La nave, investita da un monsone, dopo aver rotto i cavi delle ancore, era scivolata via dall'ancoraggio, andando persa definitivamente a causa della rottura dello scafo dopo aver urtato una roccia sommersa. L'equipaggio aveva tardato a gettare nuovamente l'ancora, pensando di portare la nave in acque più profonde, e quando fu presa la decisione la Avondster era andata perduta irreparabilmente.
Il Project Avondster ha preso il via nel 1996, e sono state eseguite campagne di scavo nel 1997, 1998 e 1999, con il recupero di numerosi reperti. Il Project Avondster, con campagne di scavo effettuate anche nel 2001, 2002, 2003,  prevedeva l'indagine della totalità del sito esposto, scavo di trincee a prua, al centro e a poppa, e portò al recupero di circa 3000 reperti, tra cui un cannone di ferro e una grande ancora di ferro.

### Annotazioni
1. ↑  Ora Jaffna all'estremità settentrionale dello Sri Lanka.

### Fonti
1. ↑  Parthesius 2007, p. 137.
2. 1 2 3 4  Maritimeasia.
3. 1 2 3 4 5 6 7  Parthesius 2007, p. 12.
4. 1 2 3  Parthesius, Sharfman 2020, p. 34.
5. ↑  Foster 1915, p. 175.
6. ↑  van Duivenvoorde 2015, p. 185.
7. 1 2 3 4 5 6 7 8 9 10 11 12 13 14 15 16 17 18 19 20 21 22 23 24 25  Parthesius 2007, p. 13.
8. 1 2 3 4 5 6 7 8 9 10 11 12 13 14 15 16 17  Parthesius 2007, p. 9.
9. ↑  Parthesius 2007, p. 158.
10. 1 2 3  Parthesius 2007, p. 10.
11. ↑  Parthesius 2007, p. 11.
12. ↑  Parthesius 2007, p. 86.
13. ↑  van der Linde, van der Dries, Schlanger, Slappendel 2012, p. 270.
14. ↑  Parthesius 2007, p. 183.
15. ↑  van der Linde, van der Dries, Schlanger, Slappendel 2012, p. 271.
16. ↑  Parthesius 2007, p. 184.
17. ↑  Parthesius, Sharfman 2020, p. 35.
18. ↑  van der Linde, van der Dries, Schlanger, Slappendel 2012, p. 272.